# フリードリヒ・フランツ・ツー・ホーエンローエ＝ヴァルデンブルク＝シリングスフュルスト
フリードリヒ・フランツ・ツー・ホーエンローエ＝ヴァルデンブルク＝シリングスフュルスト（ドイツ語: Friedrich Franz Prinz zu Hohenlohe-Waldenburg-Schillingsfürst, 1879年2月15日 - 1958年5月24日）は、ドイツの旧諸侯ホーエンローエ家の侯子、軍人。シュテファニー・ツー・ホーエンローエの夫だった人物として知られる。

## 生涯
ホーエンローエ＝ヴァルデンブルク＝シリングスフュルスト侯フリードリヒ・カール1世の四男クロートヴィヒ侯子（1848年 - 1929年）とその最初の妻の伯爵令嬢フランツィスカ・エステルハージ・デ・ガランタ（1856年 - 1884年）の間の第2子、次男として生まれた。全名はフリードリヒ・フランツ・アウグスティン・マリア（Friedrich Franz Augustin Maria）。母が早くに死ぬと、オーストリア皇后エリーザベトの女官だった伯爵令嬢マイラート・シャロルタが父の後妻となった。また、オーストリアの帝位継承者フランツ・フェルディナント大公の副官フランツ・フォン・ハラハ伯爵は義弟にあたる。こうした縁故から、オーストリア＝ハンガリー（二重帝国）の帝室とつながりを持っていた。
1914年5月12日にロンドンのウェストミンスター大聖堂において、裕福な弁護士の娘シュテファニー・リヒターと結婚した。彼女はユダヤ系の平民女性であり、ホーエンローエ家の家憲に照らしてこの結婚は貴賤結婚とされた。シュテファニーはオーストリア皇帝フランツ・ヨーゼフ1世の娘婿フランツ・サルヴァトール大公の愛人で、当時大公の子供を妊娠したばかりだった。帝室の醜聞を隠すため、皇帝がシュテファニーのお腹の子の（戸籍上の）父親として、名門出身のフリードリヒ・フランツを選んだと言われる。一方、ギャンブルで多額の借金を負っていたフリードリヒ・フランツの側も、負債を帳消しにしてくれるだけの資産を持つシュテファニーとの結婚は望ましいものだった。シュテファニーは同年12月に息子を出産し、この子はフリードリヒ・フランツの長男として届出された。
オーストリア＝ハンガリーの在ロシア大使館付きの陸軍武官として仕えた。第一次世界大戦中は、スイスにおけるドイツ人スパイ機関の責任者として、中央同盟国側のプロパガンダ戦略に深く関わっていたとされている。第一次大戦直後に二重帝国が崩壊すると、母方の血縁から妻子とともにハンガリー国籍を取得した。1920年7月にシュテファニーと離婚し、同年12月に伯爵令嬢エマヌエラ・バッチャーニ（1883年 - 1964年）と再婚する。第二次世界大戦直前、再婚相手と一緒にブラジルに移住し、同国で余生を送った。

## 引用・脚注
1. 1 2  シャート、P.21
2. 1 2 3  シャート、P.22
3. ↑  シャート、P.23
4. ↑  シャート、P.29